# Гренландские норманны

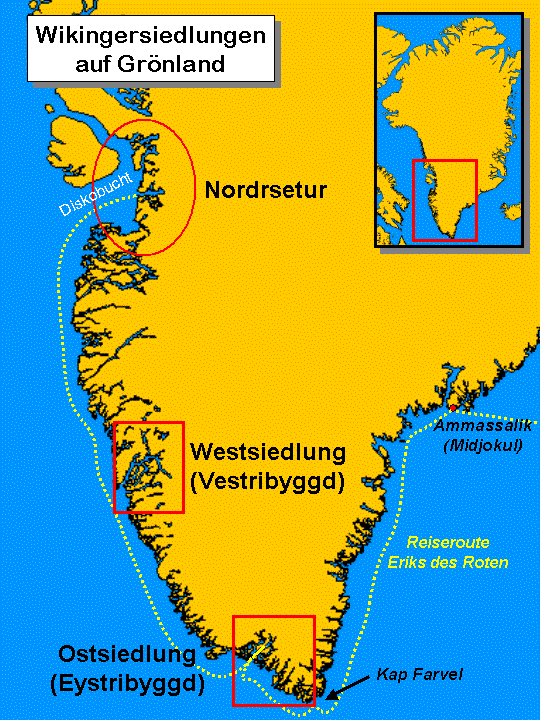
Карта трёх поселений, основанных исландскими переселенцами в Гренландии.

Гренландские норманны (гренландцы, исл. Grænlendingar) — колонисты норманнского происхождения, начавшие в 986 году переселяться из ранее заселённой Исландии на территорию острова Гренландия. Их поселения существовали в Гренландии на протяжении приблизительно 500 лет, после чего их население вымерло; точные причины этого события не установлены до сих пор. Гренландские норманны были первыми европейцами, высадившимися и основавшими постоянные поселения на территории Северной Америки.

## Предпосылки экспансии

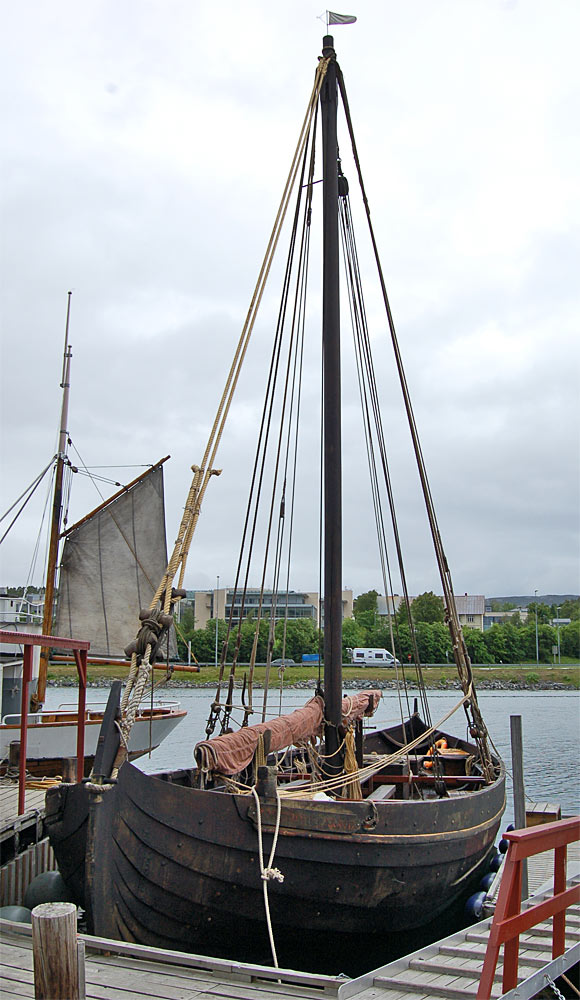
Реплика торгового кнорра, подобного тем, на которых переселенцы прибывали в Гренландию. Олесунн

Причинами для экспансии скандинавов в Гренландию было бытовавшее в северных странах право унаследования всего имущества отца старшим сыном, по причине чего младшие дети в семьях не получали никакой собственности, а также сложившиеся к X веку перенаселение и неурожаи в Исландии, откуда в Гренландию и двинулся основной поток переселенцев, искавших новых земель.
Около 980 года норвежец Эрик Рыжий был приговорён к изгнанию из Исландии за убийство соседа. Он решил добраться до земли, которую, якобы, в ясную погоду можно было увидеть в те времена с горных вершин западной Исландии (возможность наблюдения Гренландии из Исландии, впрочем, остаётся под вопросом ). Ранее её достигали норвежец Гуннбьёрн Ульфсон (нач. X в.), открывший у её берегов «Гуннбьёрновы острова», называвшиеся также «шхерами Гуннбьёрна», и исландец Снэбьёрн Боров (до 978 г.).

## Первые поселения

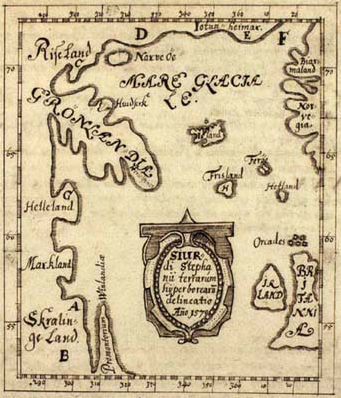
Изображение Гренландии на исландской карте 1570 г. из Скаульхольта (Skálholt Map)

В 982 году Эрик отплыл на запад вместе с семьёй, слугами и скотом, но плавучий лёд помешал ему высадиться на берег; он был вынужден обогнуть южную оконечность острова и высадился там, где позже возник Юлианехоб (Какорток). На протяжении трёх лет своего изгнания Эрик не встретил на острове ни одного живого человека, хотя в таком источнике, как «Книга об исландцах» (исл. Íslendingabók), по этому поводу рассказывается: «Они нашли там признаки людских поселений, как на востоке, так и на западе страны, обломки лодок и каменные сооружения, из чего было понятно, что тут были люди из того народа, что населял Виноградную Страну, а гренландцы их называли скрелингами».
По окончании срока своего изгнания, Эрик вернулся в Исландию и призвал викингов отправиться с ним на новые земли, которые назвал Гренландией (норв. Grønland), «Зелёной землей», вероятно, стремясь привлечь побольше переселенцев. Он собрал флотилию из 25 кораблей, на которых в новые земли отправилось около 700 человек. Из них, однако, лишь 14 с командой около 400 человек достигли гренландских берегов. Исландский летописец Ари Мудрый указывал, что это произошло «14 или 15 годами ранее, чем была крещена Исландия», т. е. в 985 или 986 году. Колонисты заняли земли по берегам многочисленных фьордов и в долинах между ними, образовав на юго-востоке острова населенную полосу длиной около 120 миль. В течение следующих 14 лет прибыли ещё, как минимум, три группы поселенцев.
Практически все первые поселенцы приплыли из Исландии. Их было не более 500 человек, но в конечном итоге население Гренландии возросло, как минимум, до 3000 человек.

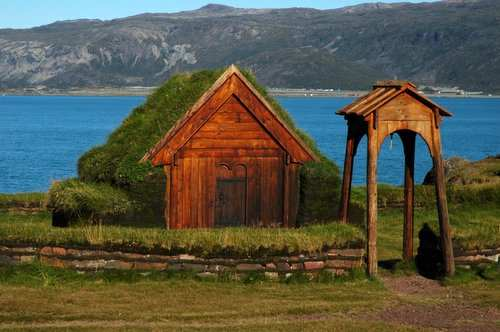
Церковь Тьодхильд близ Братталида

В 999 году, перед своим походом в Винланд, сын Эрика Лейф совершил плавание в Норвегию, где принял крещение от конунга Олафа Трюггвасона и, по возвращении в Гренландию, принёс с собой новую веру. Около 1000 года принявшая христианство супруга Эрика и мать Лейфа Тьодхильд основала неподалёку от усадьбы своего мужа Братталид (совр. Кассиарсук) первую церковь на острове. В 1126 году, когда из метрополии прибыл первый епископ Арнальд, была основана епископская резиденция в Гардаре (совр. Игалику). Проводившиеся там в 1926 году экспедицией датского археолога Поула Нёрлунда раскопки выявили остатки собора Св. Николая и богатое епископское захоронение XIII века. Здесь же, согласно «Саге о Названых Братьях» (исл. Fostbraeðra saga), обычно собирался местный альтинг.

## Расцвет

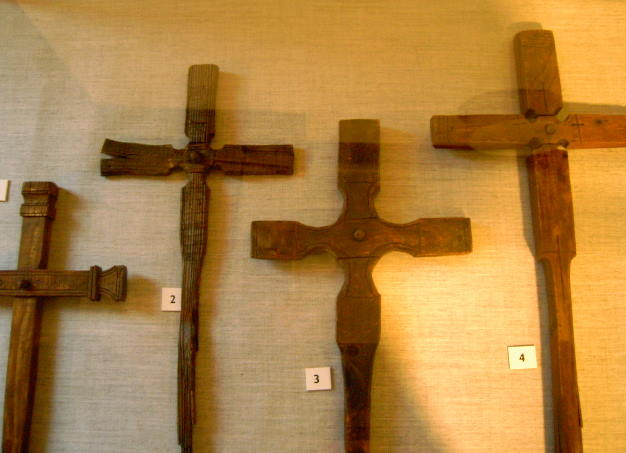
Христианские кресты из захоронений в Херьольфснесе на юге Гренландии

Всего в Гренландии обнаружены остатки примерно 700 скандинавских построек XI—XV веков; из них свыше 600 — остатки хуторов. Большинство из них археологи традиционно относят или к Восточному поселению (исл. Eystribyggð), на месте позднейшего Юлианехоба (совр. Какорток), где археологами обнаружены остатки около 500 усадеб, или же к Западному (исл. Vestribyggð), на месте позднейшего Готхоба (совр. Нуук), где идентифицировано около 100 усадеб. Помимо них, ряд исследователей выделяет ещё и Среднее поселение (исл. Miðbyggð), примерно из 20-25 хуторов, располагавшееся немного к северу от Восточного (исл. Eystribyggð), неподалеку от города Паамиут и заброшенного шахтерского поселка Ивиттуут, о котором не существует никаких письменных записей.
Долгое время ошибочно считалось, что Восточное и Западное поселения стояли соответственно на восточном и западном берегах южной части Гренландии, и лишь в 1793 году немецкий учёный Х. П. Эггерс, мнение которого в 1836 году было поддержано Александром Гумбольдтом, предположил, что названия их указывали только на то, как они располагались по отношению друг к другу, и первое в реальности находилось на юго-западе острова, западнее мыса Фарвель. 
По некоторым данным, в период максимального развития колонии в XIII веке в обоих поселениях могло проживать до 6000 человек, в том числе около 4000 в Восточном, что сопоставимо с населением крупных европейских городов того времени. В состав Восточного поселения входило 190 хуторов, 12 приходских церквей, мужской и женский монастыри. Западное поселение, в котором к началу XIII столетия насчитывалось примерно 90 хуторов и 4 церкви, скандинавы основали примерно через десять лет после того, как были построены первые хутора Восточного.
В 1261 году жители острова присягнули на верность королю Норвегии. В обмен на уплату податей Хакон IV обязался ежегодно отправлять колонистам один корабль с дефицитными на острове древесиной и железом. Согласно записи, датированной 1327 годом, из Гренландии в Берген прибыл корабль с 260 моржовыми бивнями в качестве подати. После того как в 1380 году Норвегия вместе с зависимыми территориями вошла в унию с Данией, Гренландией управляли датские короли.
Экономика поселений, основанных скандинавами на западном побережье острова, базировалась на скотоводстве, охоте, рыболовстве и торговле; земледелие практически отсутствовало. Важными статьями дохода колонистов со временем стал и морской зверобойный промысел, а также, в частности, добыча гагачьего пуха, полярных соколов (для охоты), тюленьих, моржовых, оленьих, медвежьих шкур, бивней моржей и высоко ценившихся рогов нарвала.
Раскопки, проведенные в 1930-х годах на месте усадьбы Эрика Братталид, показали, что на ней в XI столетии содержалось около 50 коров, при 10-30 в среднем скандинавском хозяйстве того времени. При этом, скот был малорослым, сопоставимым своими размерами с датским догом. Источник середины XIII века «Королевское зерцало» (лат. Speculum Regale) сообщает: «Гренландские фермеры разводят овец и коров в больших количествах и делают очень много масла и сыра. Этим они в основном и питаются, а ещё говядиной; едят также мясо оленей, китов, тюленей и медведей…».
К середине XIV века примерно 2/3 лучших пастбищных земель в стране контролировалось католической церковью.

## Причины исчезновения

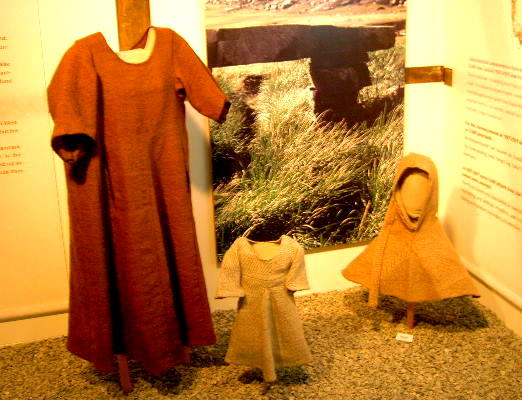
Реконструкция традиционной одежды скандинавcких поселенцев XIII—XV вв. Национальный музей и архив Гренландии (Нуук)

О причинах вымирания гренландцев-скандинавов существует множество научных теорий, ни одна из которых, однако, не признана академическим сообществом безусловно доказанной: уничтожение эскимосами, резкое изменение климата в сторону похолодания вследствие наступления «малого ледникового периода», прогрессирующая эрозия почв и т. д. В качестве гипотез, отвергаемых большинством учёных, приводятся пиратские набеги, эмиграция населения на североамериканский континент, эпидемия чумы, занесённая кораблями из Европы, или, наоборот, вымирание населения вследствие полного прекращения контактов с Европой и отсутствия многих материалов, необходимых для нормального существования и отсутствующих в самой Гренландии (например, железа и дерева). Изучению этих факторов посвящено большое количество научных исследований и публикаций.
Ещё Фритьоф Нансен высказывал обоснованные сомнения в том, что причиной вымирания скандинавских поселенцев в Гренландии было ухудшение климата и связанные с ним невозможность земледелия и упадок скотоводства. Он считал, что летняя температура в те времена являлась достаточной для выживания людей и животных; в суровые же годы гренландские норманны могли полностью перейти к морским промыслам, освоив промысловый инвентарь и охотничьи навыки эскимосов. На сегодняшний день данные археологии не подтверждают полной смены занятий среди скандинавов Гренландии XIV—XV веков, однако палеоклиматологические исследования позволяют предполагать, что постепенная аридизация климата приводила не только к исчезновению пастбищ, но и изменениям в рационе поселенцев, заставив последних не только переходить от сельского хозяйства и животноводства к морским промыслам, но строить ирригационные каналы.

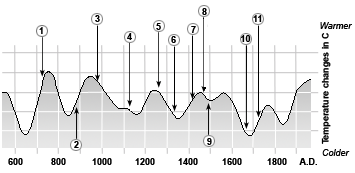
Изменение климата в Гренландии с 600 по 1800 год.

Группа палеоклиматологов из Колумбийского университета под руководством Николаса Янга пришла к выводу, что климат в Гренландии уже был достаточно холодным, когда туда прибыли первые скандинавские поселенцы, и не сильно ухудшился спустя 400 лет. В ходе исследования учёными изотопов бериллия из моренных камней и глетчерного льда на юго-западе Гренландии и на соседнем острове Баффинова Земля, результаты которого опубликованы в журнале Scientific Advances, было установлено, что ледники уже были в Гренландии в период появления у её берегов кораблей викингов.
В то же время, проведённый в 2011 году группой американских и британских учёных анализ донных отложений гренландских озёр у Западного поселения показал, что около 900 лет назад там действительно началось резкое похолодание, в результате которого температура за 80 лет упала примерно на 4 °С, а изотопный анализ зубной эмали местных жителей, как норманнов, так и эскимосов, умерших с 1400 по 1700 год, показывает снижение содержания тяжёлого кислорода за это время примерно на 3 %, что соответствует похолоданию примерно на 6 °С. 
Оригинальными версиями являются последствия затопления пастбищных угодий поселенцев наступающим морем, или же сведения ими местных лесов, вызвавшего дефицит необходимой для обогрева и приготовления пищи древесины берёзы, ивы и ольхи, а также хищнической добычи ими дёрна, из которого строили утолщённые стены местных жилищ и который медленно восстанавливался в условиях сурового климата.
Американский биолог и биогеограф Джаред Даймонд, автор книги «Коллапс. Как и почему одни общества приходят к процветанию, а другие — к гибели», перечисляет пять факторов, которые могли способствовать исчезновению гренландской колонии норманнов: негативное воздействие на окружающую среду, климатические изменения, изоляция от Европы, вражда с соседним народом, неспособность к адаптации. Основываясь на результатах исследования археологами развалин Западного поселения, он указывает, что наличие в жилищах деревянной утвари и мебели свидетельствует о том, что хозяева оставляли их в спешке или были убиты, а присутствие в слоях хозяйственного мусора костей не только молочных коров, молодых ягнят, кроликов и мелких птиц, но и охотничьих собак, говорит о систематических голодовках, вызванных, помимо похолодания, нерациональным хозяйствованием.   
С другой стороны, американский историк Кирстен Сивер в своей книге «Замороженный отголосок» пытается доказать, что гренландские норманны имели значительно более крепкое здоровье и питались лучше, чем считалось ранее, а потому отрицает версию о вымирании их поселений от голода. Более вероятно, утверждает она, что колония погибла в результате нападения эскимосов, индейцев, пиратов или европейской военной экспедиции, о которой история не сохранила сведений; также вероятно переселение гренландцев обратно в Исландию или в Винланд в поисках более благоприятных условий для проживания.
По данным учёных из международного исследовательского коллектива «Североатлантическая биокультурная организация» (NABO) историка Пола Холма (Тринити-колледж в Дублине) и археолога Джорджа Хамбрехта (Мэрилендский университет в Колледж-Парке), скандинавские поселенцы Гренландии уделяли намного меньшее внимание экстенсивному животноводству, чем считалось ранее, предпочитая ему рыболовство, охоту на морского зверя и торговлю моржовой костью. Археолог из университета Осло Кристиан Келлер указывает, что стоимость посылки из гренландских бивней весом в 802 килограмма, отправленной в Европу в 1327 году, эквивалентна стоимости 780 коров или 60 тонн сушеной рыбы.
По мнению американского археолога Томаса Макговерна, гренландские норманны проявили «фатальное отсутствие гибкости», главным образом из-за того, что местным клирикам и крупным землевладельцам «была выгодна такая система, при которой неукоснительное соблюдение религиозных обрядов и скотоводство являлись символами общественного положения». Перенять образ жизни эскимосов означало «принять язычество» и казалось для гренландской элиты совершенно неприемлемым. «Общество, возглавляемое назначенными со стороны епископами, тоскующими по европейскому комфорту, — пишет Т. Макговерн, — возможно, не смогло выдержать состязания с обществом, во главе которого стояли искусные охотники, чьи предки покорили полярные широты».

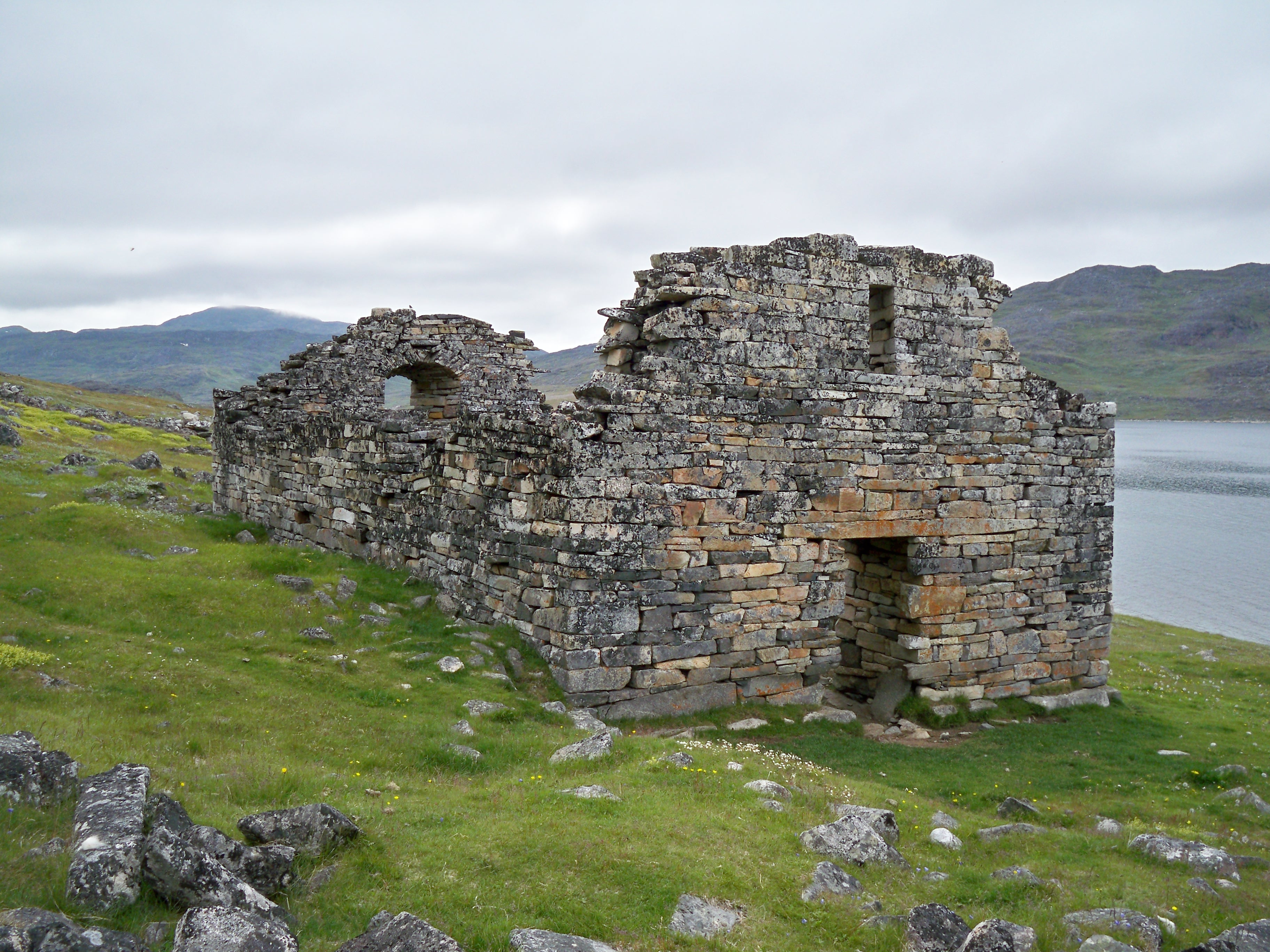
Руины церкви XIII века в Хвалси (Hvalsey Church) в окрестностях Какортока.

В сохранившихся исландских сагах, в первую очередь «Саге об Эрике Рыжем» и «Саге о гренландцах», записанных в XIV веке, но сложенных ранее, упоминаются контакты европейских переселенцев со скрелингами (исл. skrælingi), букв. «заморышами», скорее всего гренландскими эскимосами, однако когда именно эти контакты происходили и имели ли место в действительности — точно неизвестно.
Проникновение эскимосов культуры туле в Гренландию, начавшееся в XIII веке, вероятно, поначалу не вызывало конфликтов с местными скандинавами, населявшими в основном юго-западную часть острова. Однако в начале XIV столетия, из-за ухудшения климата, эскимосы вынуждены были откочевать на юг вслед за стадами моржей и оленей-карибу, южнее залива Диско, предположительно вступив в вооружённые столкновения с гренландскими норманнами из-за охотничьих угодий.
Исландский священник Ивар Бардарссон, посланный из Бергена епископом Хаконом, чтобы уяснить положение дел в гренландских колониях, свидетельствует в своем «Описании Гренландии», что к 1341 году Западным поселением полностью овладели эскимосы: «Западное поселение от Восточного отделяют двенадцать морских лиг, совершенно необитаемых. Там находится большая церковь, называемая церковью Стенснесса. В течение какого-то времени эта церковь была собором и епископским престолом. В настоящее время все Западное поселение перешло под власть скрелингов. И хотя там остались лошади, козы, коровы и овцы, но все они одичали, а людей вовсе не осталось — ни христиан, ни язычников». В хронике епископа Гисли Оддссона, сохранившейся в рукописи XVII века, под 1342 годом сообщается, что «жители Гренландии по собственной воле отвратились от истинной христианской веры, ибо уже давно позабыли о праведности и добродетели, и примкнули к народу Америки (ad Americae populos se converterunt)».
«Исландские анналы» (исл. Gottskalks Annaler) свидетельствуют, что в 1379 году скрелинги напали уже на Восточное поселение, убили 18 человек и увели с собой двух мальчиков. По данным археолога Нильса Леннерупа из Института Панума при Копенгагенском университете, останки 13 скандинавов, похороненных в братской могиле у южной стороны церкви Тьодхильд, имеют следы повреждений, характерные для погибших в сражении. 
Версии гибели норманнов, хотя бы значительной их части, в результате вооружённых стычек с численно превосходившими их и более адаптированными к жизни в Арктике эскимосами придерживались норвежский миссионер XVIII века Ханс Эгеде, известный норвежский археолог XX века Хельге Ингстад, датские исследователи Х. Х. Эстергор и Т. Матиассен.
Воинственность далёких предков современных эскимосов не вызывает сомнений: в 1577 году они вступили в столкновение с оснащёнными мушкетами и длинными луками спутниками английского мореплавателя Мартина Фробишера, а в 1612 году на гренландском берегу ими убит был в бою английский капитан Джеймс Холл, после чего командование его кораблем перешло к штурману Уильяму Баффину, открывшему позже остров Баффинова земля.
Во второй половине XIX века датским исследователем Генрихом Ринком были записаны сохранённые в устной традиции эскимосов предания о столкновениях их предков с белыми людьми в далеком прошлом, которые, однако, далеко не всеми признаются за достоверные источники. В 1866 году в Копенгагене была опубликована книга Генриха Ринка «История и традиции эскимосов» (англ. The Eskimotribes, their distribution and characteristics), в которой содержалась запись предания «Унгорток, глава Какортока», а также нескольких других легенд о вооружённых конфликтах предков калаалитов с норманнами.
Однако исследования современных генетиков не подтверждают фактов смешения со скандинавами представителей арктической расы. В частности, Гисли Пальссон (исл. Gísli Pálsson) из Исландского университета в 2005 году опубликовал результаты расшифровки ДНК гренландских калаалитов и канадских инуитов, в которых следов европейских гаплогрупп обнаружено не было.

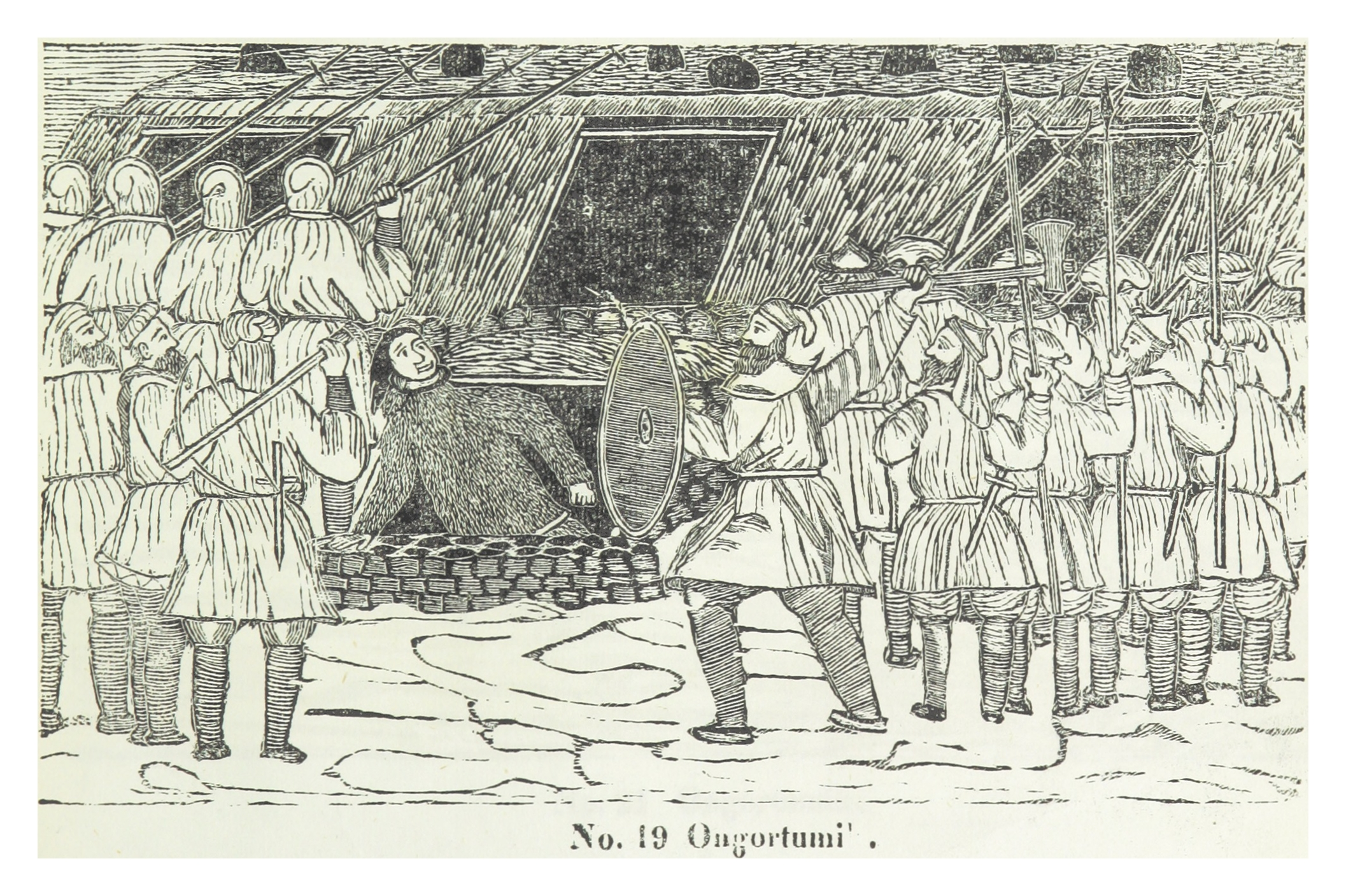
Столкновение скандинавов с эскимосами. Рисунок гренландско-эскимосского художника Арона из Кангека. 1860 г.

В некоторых сказаниях гренландских эскимосов имеются указания и на возможность уничтожения скандинавских поселенцев пиратами. В частности, в одном из них рассказывается, что примерно во второй четверти XV столетия Восточное поселение было полностью опустошено и сожжено целой пиратской флотилией, после чего их предкам пришлось взять в свои селения оставшихся в живых белых женщин с их детьми. Однако, при раскопках Естрибюггда (исл. Eystribyggð) в XX веке археологами не было обнаружено никаких следов пожара и военных разрушений.
О возможности уничтожения гренландских скандинавов пиратами писали, в частности, норвежские ученые и путешественники Хельге Ингстад и Тур Хейердал. «Всего вероятнее, — утверждал Хейердал, — что миролюбивые гренландские потомки свирепых викингов были перебиты английскими пиратами, которые в ту пору совершали набеги на незащищенные гренландские селения. В Англии хорошо знали о существовании гренландской колонии; в 1432 году был даже заключен договор между норвежским и английским королями, чтобы положить конец налетам английских пиратов на далекую христианскую колонию норманнов…»

## Упадок поселений

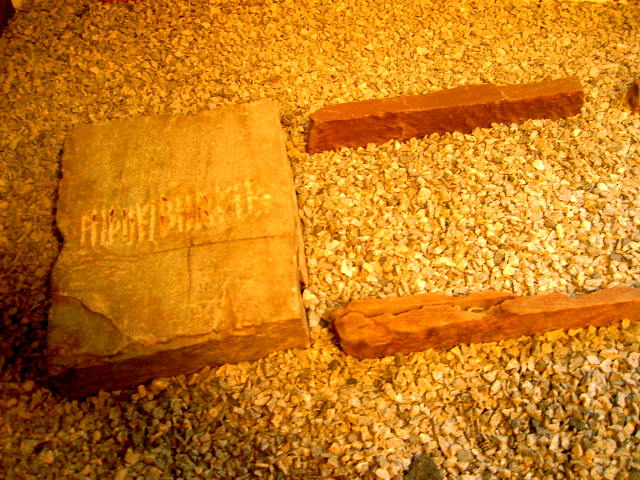
Рунический надгробный камень на могиле Ингеборг. Братталид

Уже в середине XIV века вышеупомянутый Ивар Бардассон в «Описании Гренландии» сообщает, что старый морской путь к острову, ранее являвшийся обыкновенным, в его время сделался почти непригодным из-за дрейфующих полярных льдов. Тем не менее, тамошние поселения скандинавов периодически посещались торговыми кораблями, в том числе из английского Бристоля, а сами гренландцы располагали собственными морскими судами, два из которых включены были в экспедицию Ивара.
Из документов архива Ватикана известно, что в 1345 году гренландские христиане были освобождены от уплаты церковной десятины из-за того, что колония серьёзно пострадала от эпидемии и набегов. Желая облегчить их положение, в 1355 году король Норвегии и Швеции Магнус Эрикссон решил восстановить с Гренландией регулярное сообщение. Выделенный для этих целей корабль под командованием Пола Кнутссона совершил туда несколько рейсов, но в 1385 году затонул, и связи с островом вновь были прерваны. В том же году Бьёрн Эйнарссон был заброшен бурей в Восточное поселение и прожил там два года.
Занесенная в 1406 году в Гренландию группа исландцев провела там четыре года, обнаружив, что в Восточном поселении по-прежнему живут христиане и заключаются церковные браки. В 1407 году там приговорён был к сожжению на костре некий Колгрим, за то, что он прибег к колдовству, чтобы соблазнить женщину по имени Стейнун, дочь местного властителя по имени Храфн, и жену Торгрима Стефанссона. А 16 сентября 1408 года капитан исландского корабля Торстейн Олаффсон обвенчался с местной женщиной Сигрид Бьорнсдоттир в церкви Хвалси.
Около 1420 года Гренландию посетил датский картограф Клаудиус Клавус, встретивший у Нордсета эскимосов и сообщивший в Европе о разрушительном пиратском набеге 1418 года, а в 1426 году в Норвегию прибыл выходец с острова по имени Педер, вероятно, так и не вернувшийся на родину.
В следующий раз о Гренландии упоминается в письме папы римского Николая V, помеченном 1448 годом, которое, однако, некоторые исследователи считают поддельным. В нём, в частности, говорится об упадке гренландской церкви после того, как «30 лет тому назад язычники разорили многие храмы и забрали в плен прихожан». В датированном 1492 годом письме папы Александра VI, благословившего намерение Маттиаса, избранного епископом Гардара, лично отправиться на остров, говорится о бедственном положении тамошних христиан:
«Как нам сообщили, церковь в Гардаре расположена на краю света, в стране под названием Гренландия. Жители этой страны из-за нехватки хлеба, вина и масла привыкли питаться сушеной рыбой и молоком, и по этой причине, а также из-за того, что плавание туда сильно затруднено замерзающим морем, ни один корабль за последние восемьдесят лет не плавал в эти края. А если кто и собирается туда плыть, то делать это надо только в августе месяце, когда лед там тает. Говорят также, что за последние восемьдесят лет или около этого ни один епископ или священник лично не руководил гренландской паствой. И по этой причине большая часть прихожан, некогда истинно верующих, ныне — увы! — отреклась от своих обетов, данных при крещении…».
В 1473—1478 годах по инициативе датского короля Кристиана I для восстановления контактов с норманнскими поселениями в Гренландии организованы были экспедиции Дидрика Пининга, Ганса Потхорста и Йона Скольпа, в организации которых принял участие также португальский мореплаватель Жуан Кортириал и король Португалии Афонсу V. По мнению профессора Копенгагенского университета Софуса Ларсена (1925), участники их могли также достигнуть и берегов Америки — за 19 лет до Колумба. Из сохранившегося письма бургомистра Киля Грипа королю Кристиану III, датированного 3 марта 1551 года, явствует, что отправленные его дедом «адмиралы» (дат. sceppere) Пининг и Потхорст столкнулись там с «гренландскими пиратами», вероятно, эскимосами, для устрашения которых установили на скале Хвитсерк напротив Снэфеллсйокуля пирамиду из камней. Утверждение известного шведского историка и географа XVI века Олауса Магнуса о том, что около 1494 года объявленные вне закона за занятие пиратством Пининг и Потхорст сами осели в Гренландии, разделявшееся Фритьофом Нансеном, современной наукой признаётся баснословным.
Исследование в 1921 году Поулом Нёрлундом обнаруженных в Херьольфснесе останков гренландских колонистов XIV—XV веков опровергло существовавшие ранее гипотезы о вымирании их по причине голода или вызванного недоеданием «генетического вырождения»: исследования скелетов, не имеших явных признаков рахитических изменений, показали, что в целом колонисты отличались неплохим здоровьем, в особенности по сравнению с жителями тогдашней континентальной Европы, а единственным распространённым заболеванием среди них, признаки которого можно обнаружить по костям, была подагра. Большинство погребённых имели на шеях распятие и сложенные в молитвенном жесте руки. Некоторые женские скелеты, относящиеся к XV веку, одеты были в модные европейские одежды, образцы которой встречаются в живописи раннего Возрождения.
При раскопках в Херьольфснесе обнаружена целая коллекция капюшонов с «хвостом» (норв. lirepipe), типичных для западноевропейских горожан той эпохи. «Такой капюшон, — пишет П. Нёрлунд, — носили Данте и Петрарка, носил его и Робин Гуд».

## Последние следы

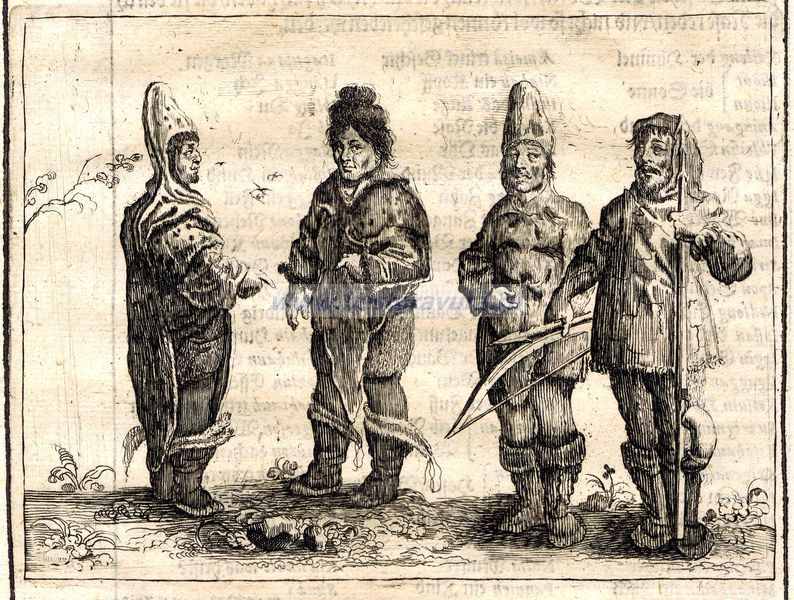
Гренландцы. Гравюра из 3-го издания «Описания путешествия в Московию» Адама Олеария 1663 г.

Около 1501 года в районе Гренландии побывала португальская экспедиция братьев Мигеля и Гашпара Кортириалов, однако какие-либо сведения о контактах их с местными скандинавскими поселенцами или эскимосами отсутствуют.

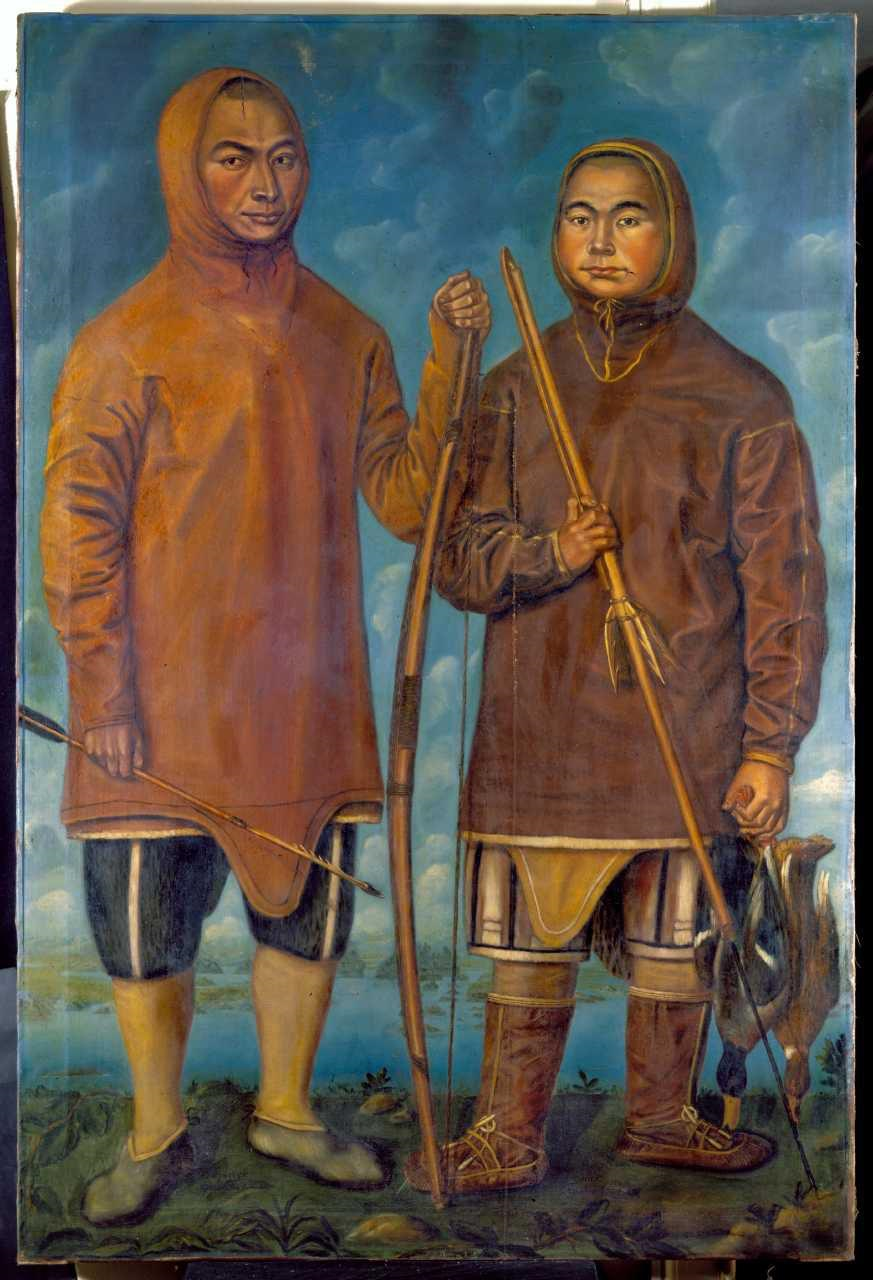
Портрет гренландцев Пуука и Квиперока. Худ. Бернхард Гродтшиллинг (1724). Во внешнем облике стоящего слева охотника заметны европеоидные черты

В 1625 году исландец Бьёрн Йоунссон, со слов глубокого старика Йона «Гренландца», в далёкой молодости, предположительно в 1540-х годах, занесённого штормом на ганзейском корабле в один из фьордов на юго-западе Гренландии (предположительно, Херьольфснес), записал свидетельство о, возможно, последнем гренландском норманне: «Там нашли они мертвого человека, лежащего носом вниз. Он имел на голове добротно сшитый капюшон. Его остальная одежда была частично из вадмеля, частично из тюленьей шкуры. Подле него лежал согнутый поделочный нож, сильно изношенный и утонченный частыми заточками».
О существовании вымерших поселений христиан в Гренландии известно было некоторым ученым XVI—XVII веков. В частности, когда в 1654 году  морская экспедиция, организованная по инициативе датского короля Фредерика III главным управляющим таможней в Копенгагене Генрихом Миллером, привезла в Европу трёх гренландских эскимосок, с ними лично познакомился в Готторпе, резиденции герцога Гольштейн-Готторпского Фридриха III, известный ученый Адам Олеарий. Записав около сотни слов из гренландско-эскимосского языка, последний отметил сходство некоторых из них с датскими, вспомнив о существовании на острове в прошлом поселений скандинавов. Очерк о Гренландии и её населении включён был в текст третьего издания сочинения А. Олеария «Описание путешествия голштинского посольства в Московию» (1663).
Слухи о потомках скандинавов-христиан, возможно, выживших на юге Гренландии, послужили одним из побудительных мотивов для миссионерской экспедиции на остров норвежского лютеранского пастора Ханса Эгеде, поддержанной датским королём Фредериком IV и профинансированной торговцами из созданной по инициативе проповедника Бергенской Гренландской компании (1721).